# 大樹下西路
大樹下西路（英語：Tai Shu Ha Road West），是香港元朗區元朗南的一條筆直行車路，呈西北-東南向，與元朗大樹下東路平行，與元朗公路交加，是十八鄉大旗嶺一帶的主要道路。

## 歷史
路政署於1987年10月13日公佈，由禮修村近大棠路路口，沿大樹下西路興建一條新的運泥道路，至大棠東採泥區原本低於標準的防洪渠旁道路，會重建以及擴闊為一條最少六米闊的行車道，該條兩線行車道末端向山坡擴展至採泥區，以便運送填料，為「元朗西連接通道」和「元朗至屯門東走廊」進行道路工程，配合天水圍新市鎮發展。

## 街名來源
元朗大樹下西路之中段十八鄉大旗嶺，有一座元朗天后古廟，此天后廟旁有一棵150歲細葉榕古樹，人稱「大樹下」。

## 交匯道路
- 僑興路
- 十八鄉路
- 大棠路
- 大旗嶺路
- 崇正路
- 大樹下東路
- 南坑村路

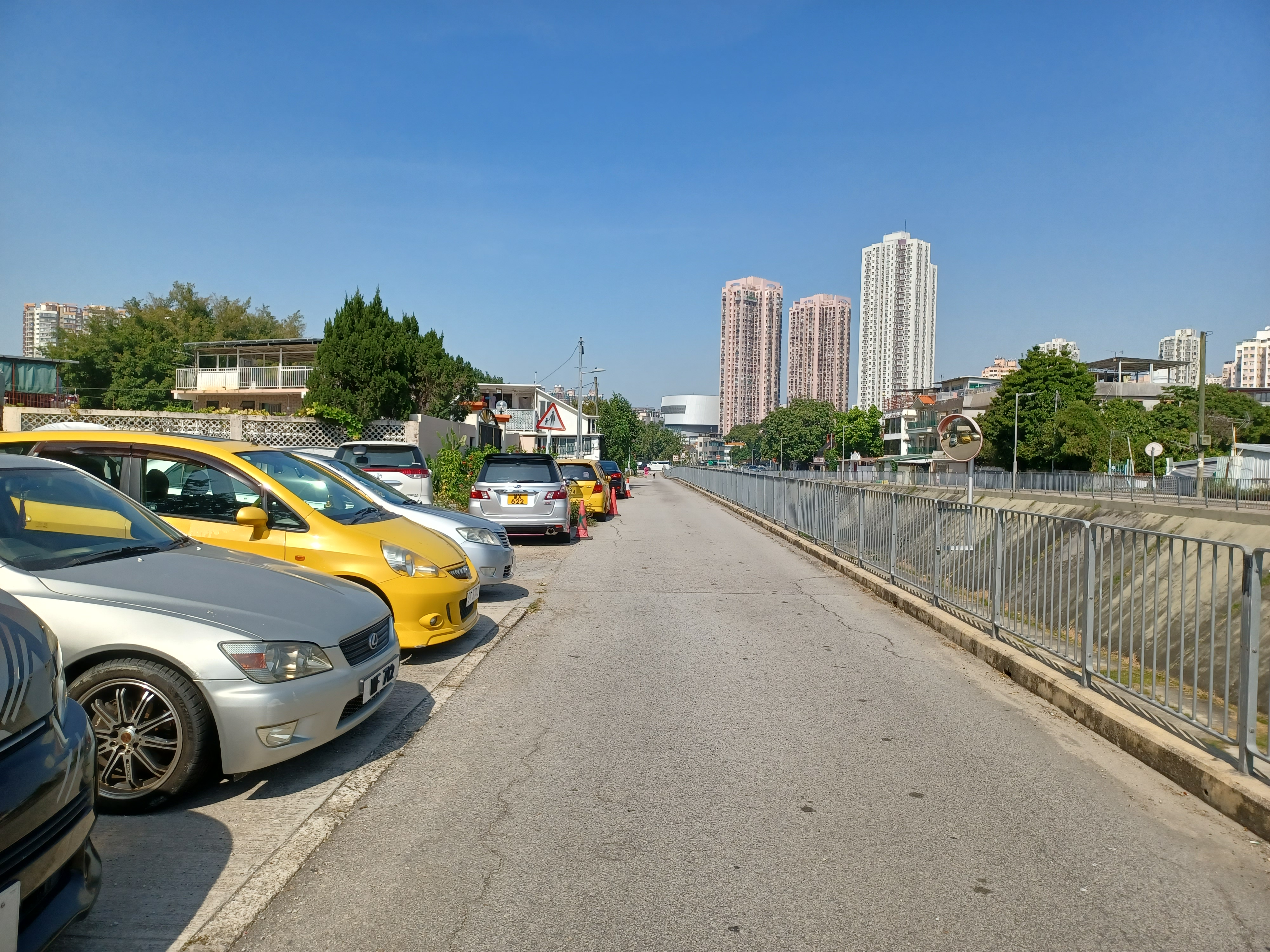
大樹下西路與十八鄉路交界
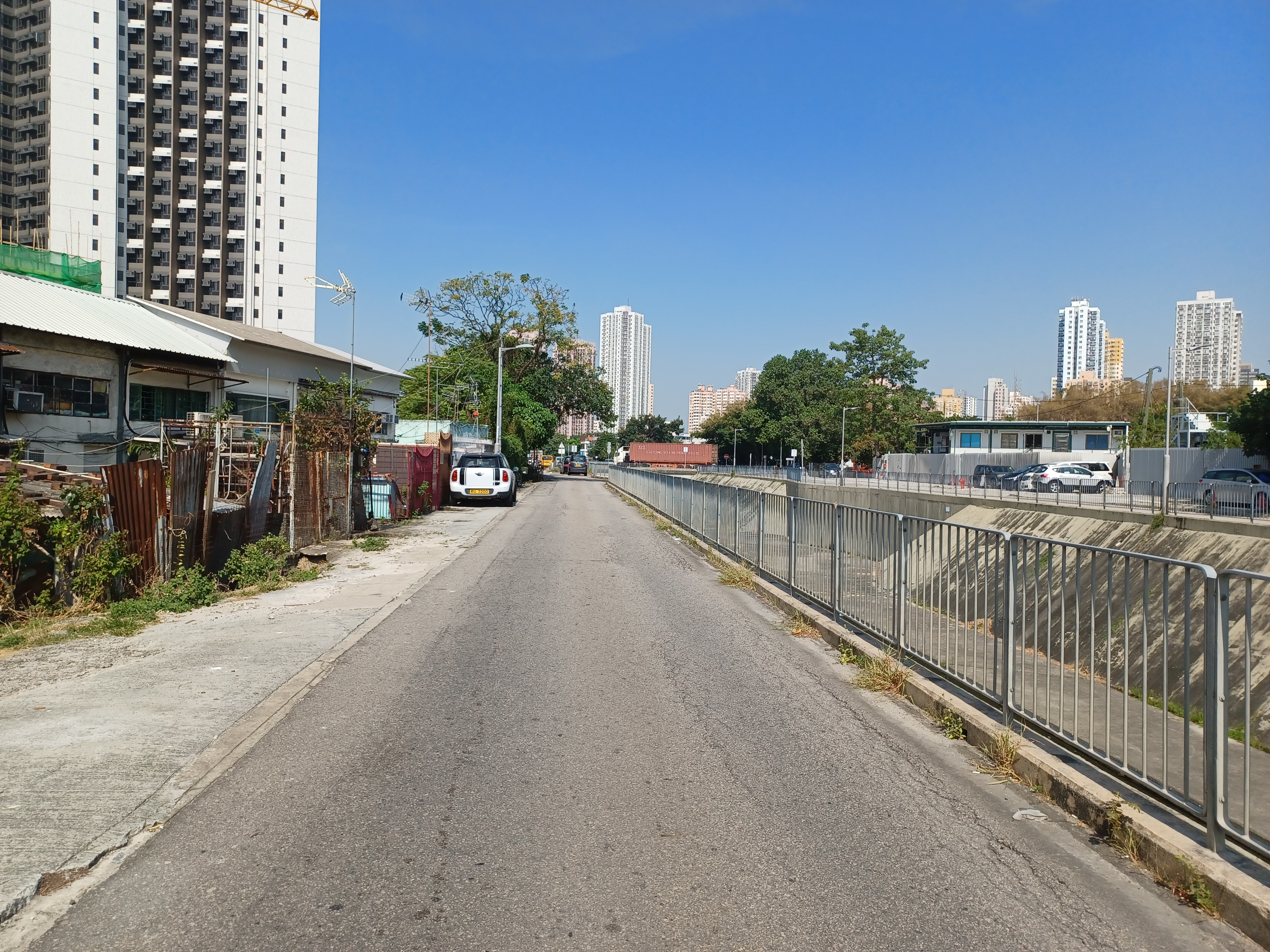
大樹下西路禮修村段
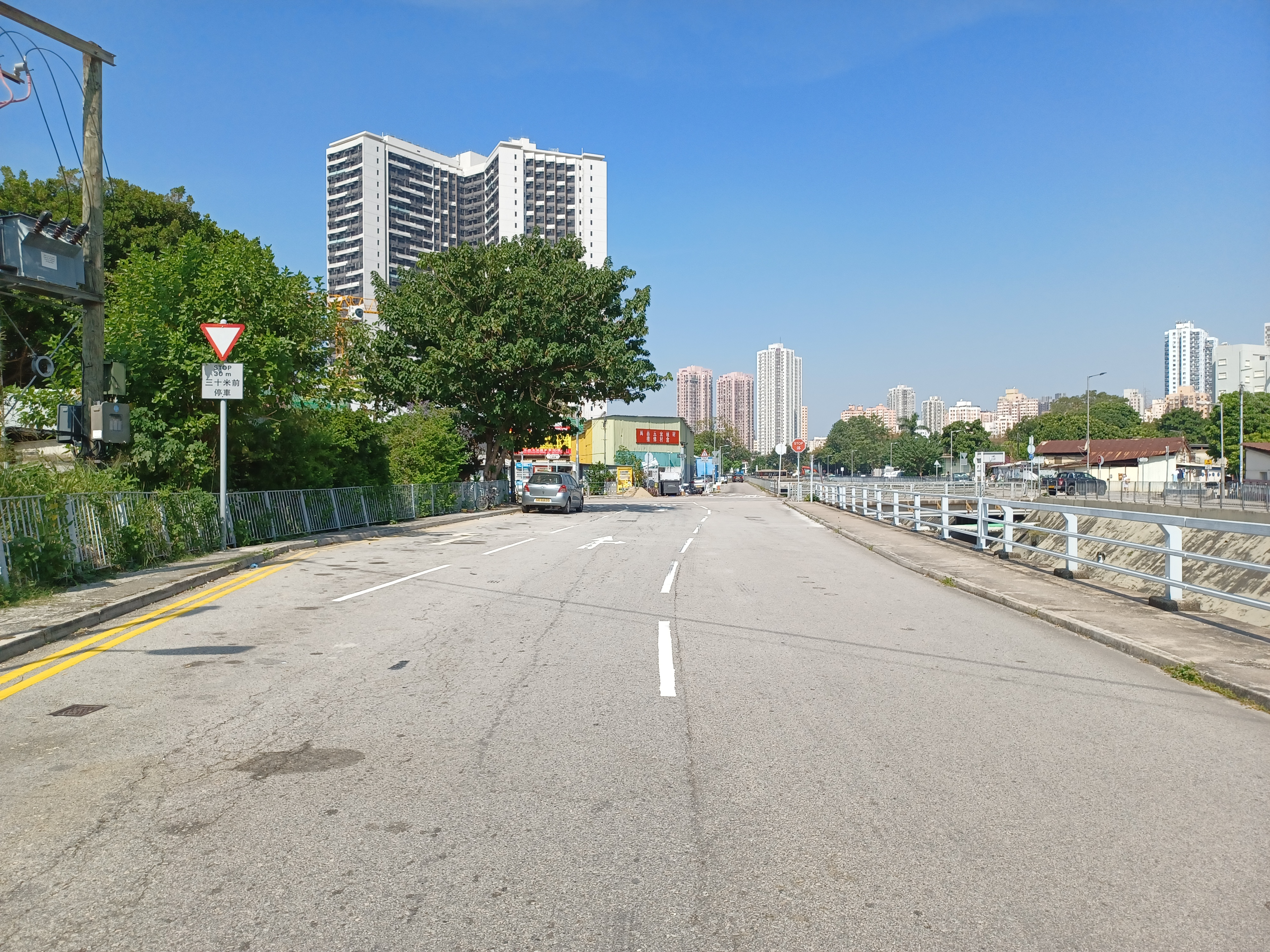
大樹下西路與大旗嶺路交界，前方建築物為保良局李兆基青年綠洲
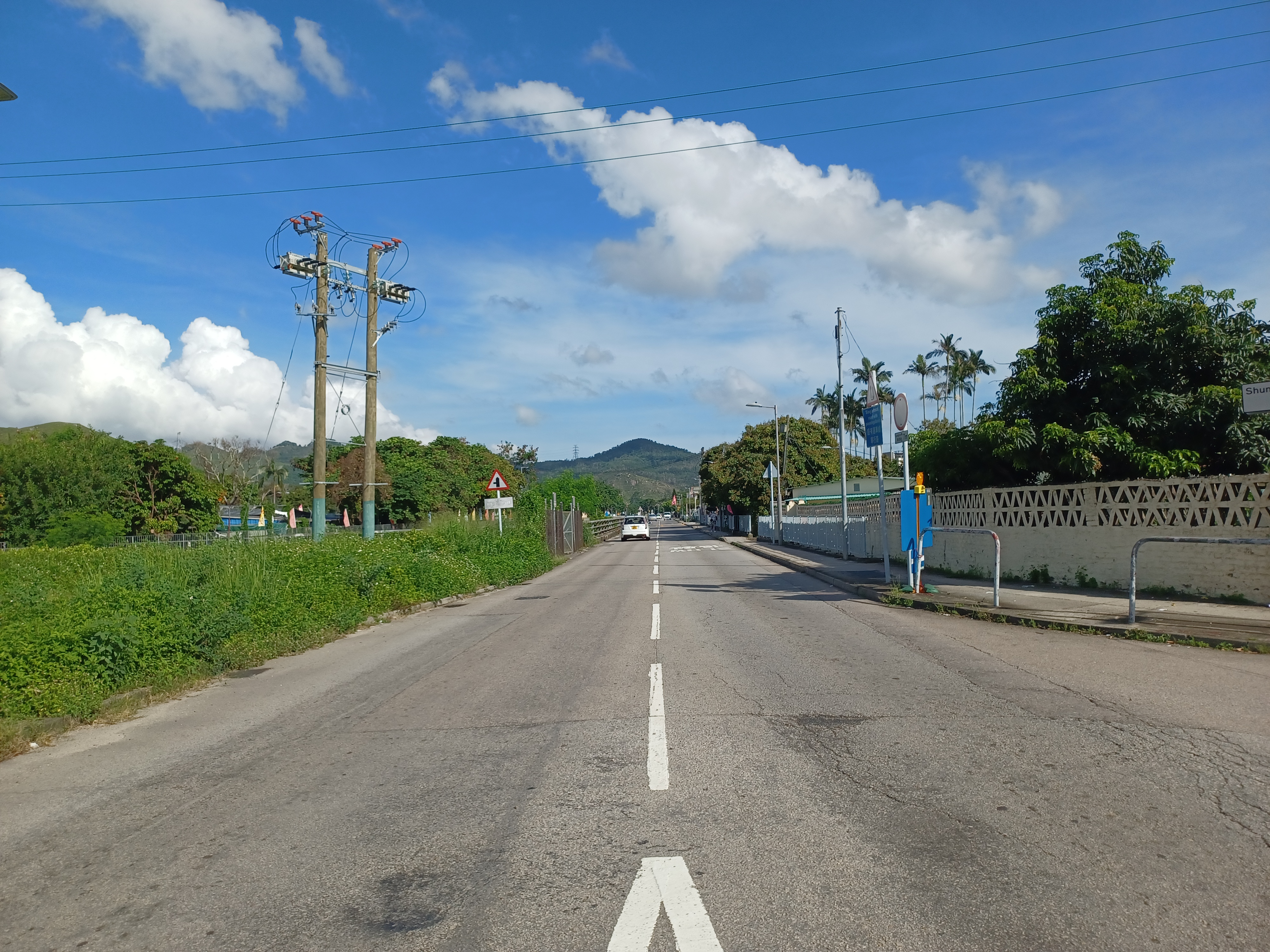
大樹下西路近崇正路
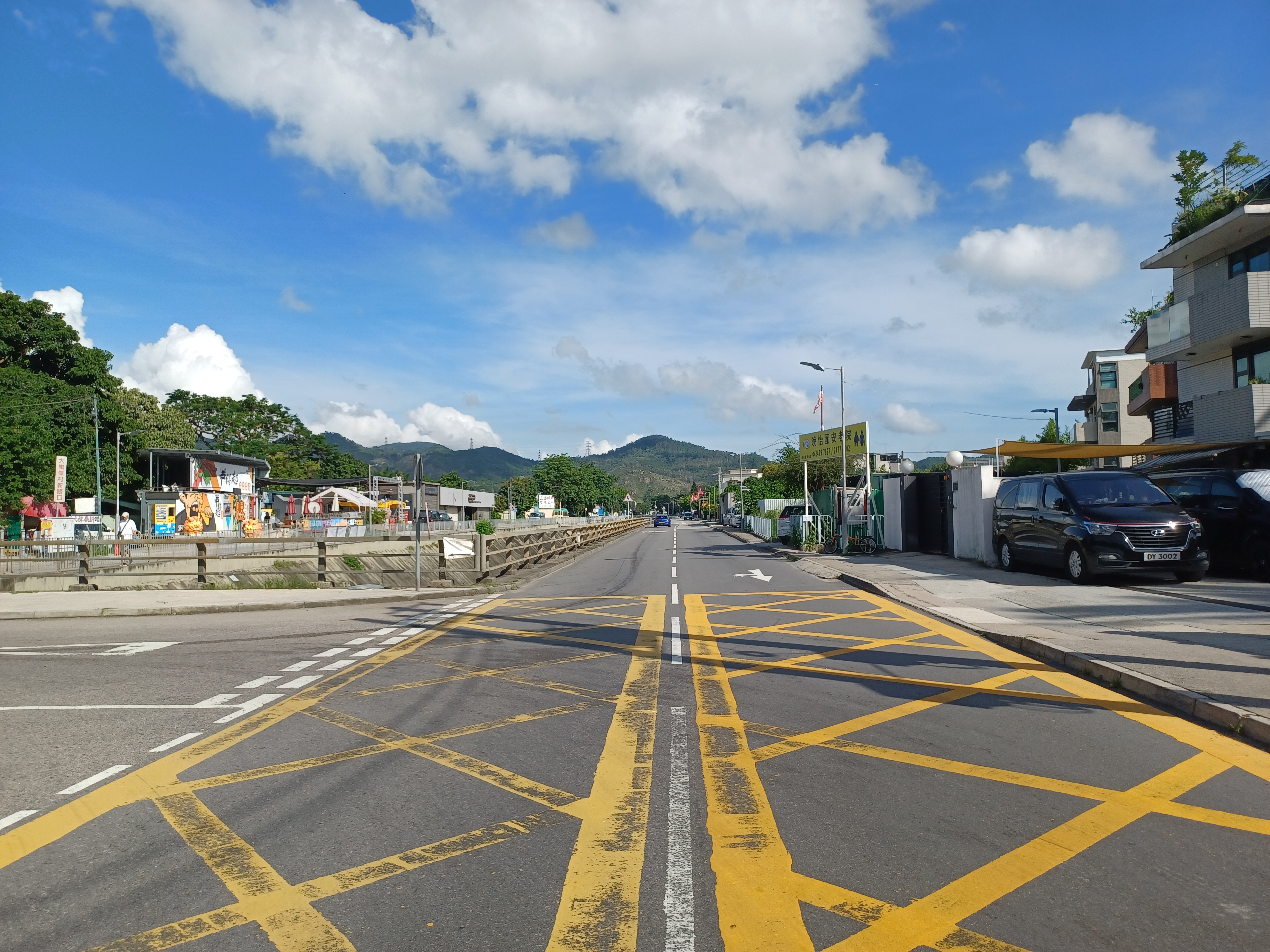
大樹下西路近大樹下東路
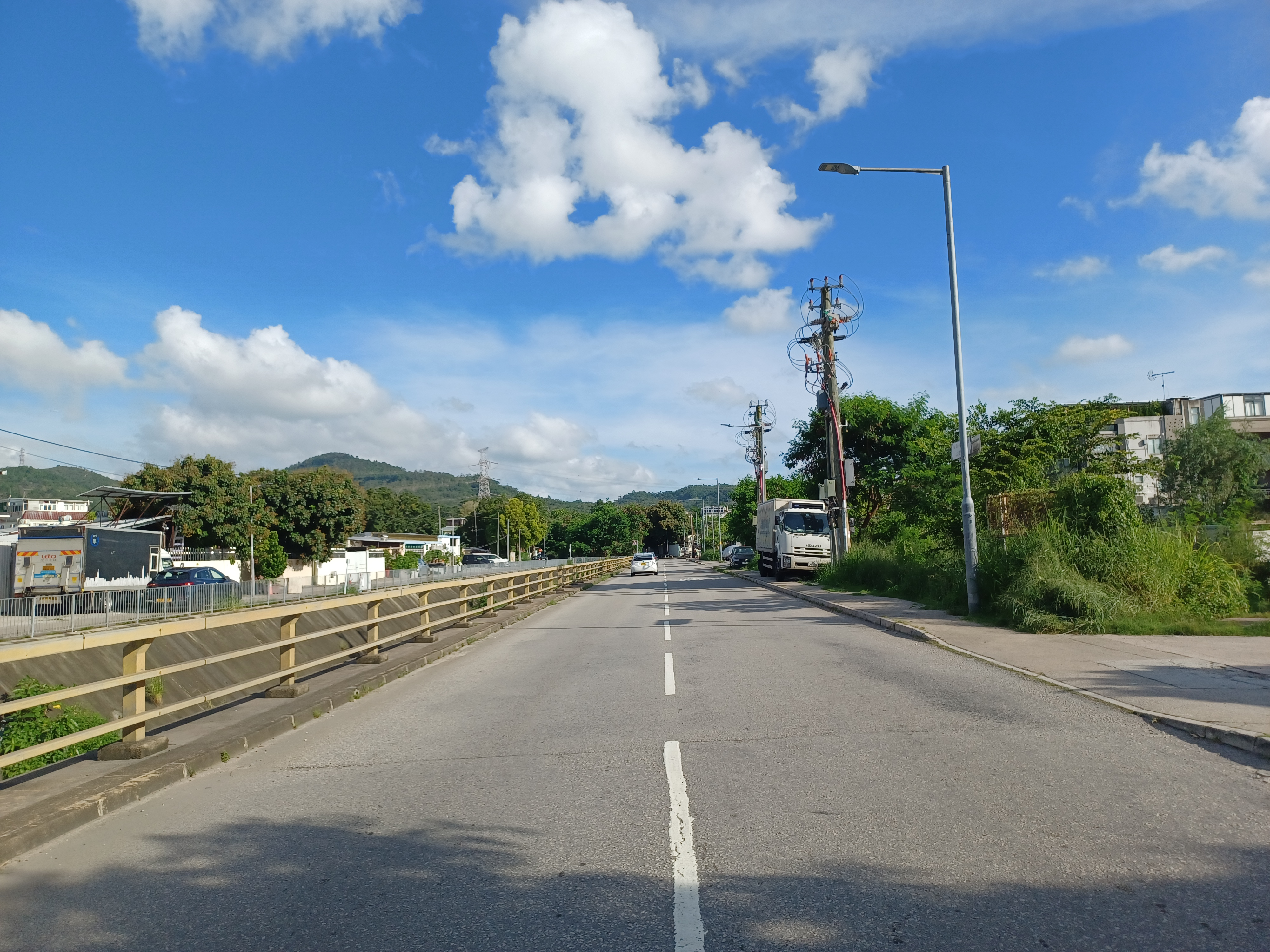
大樹下西路近南坑村
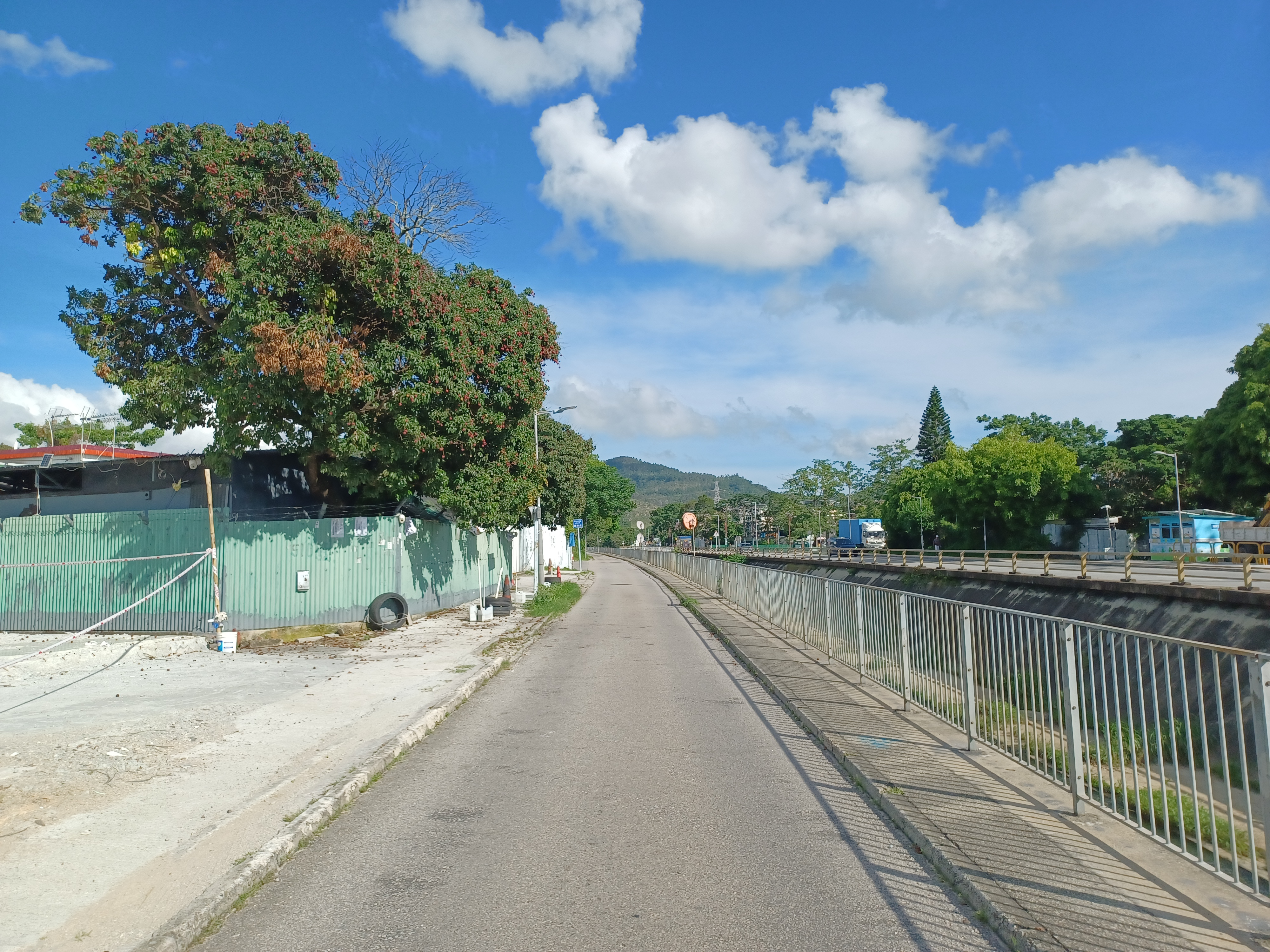
大樹下東路近大旗嶺
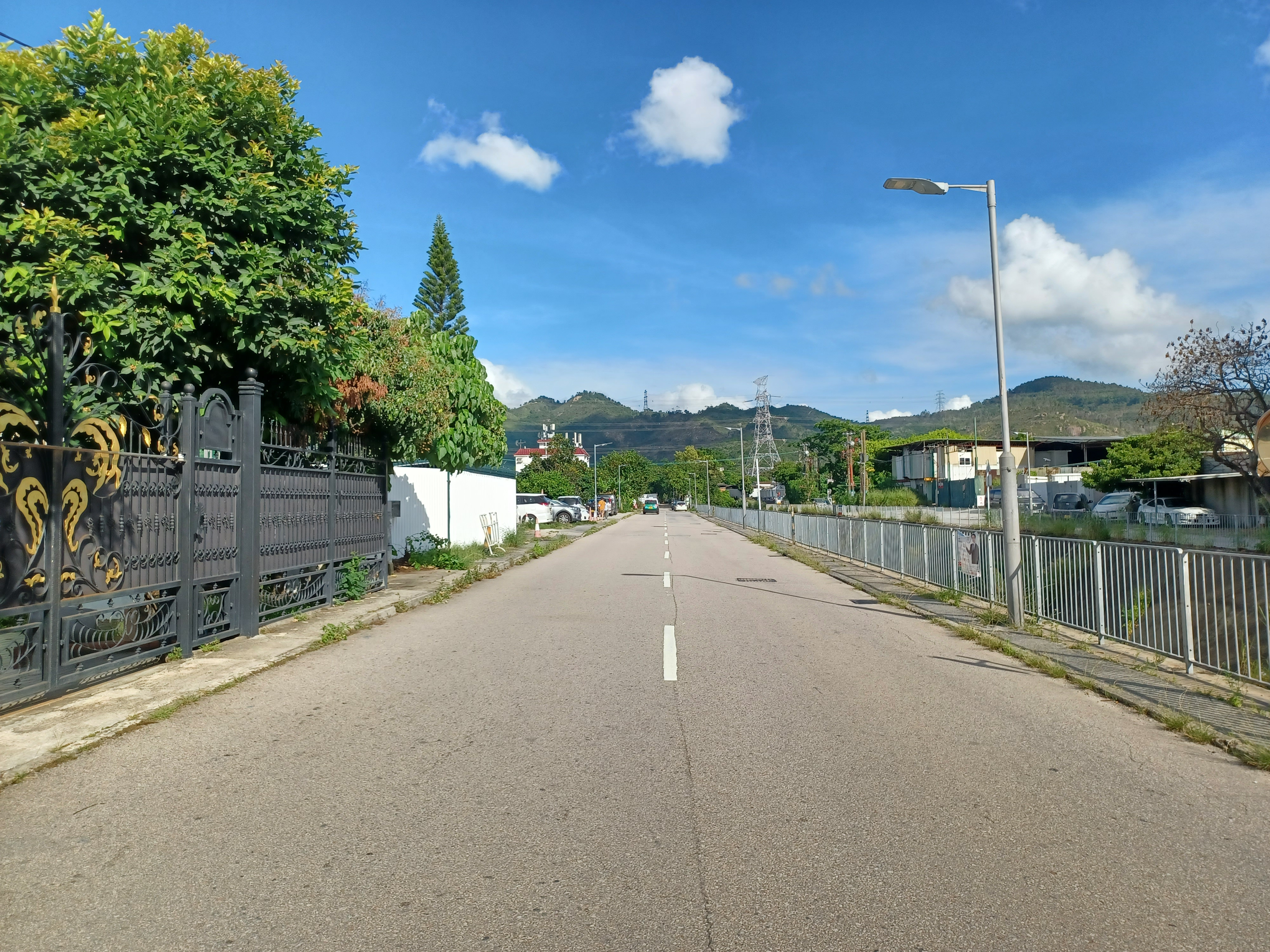
大樹下東路近塘頭埔村
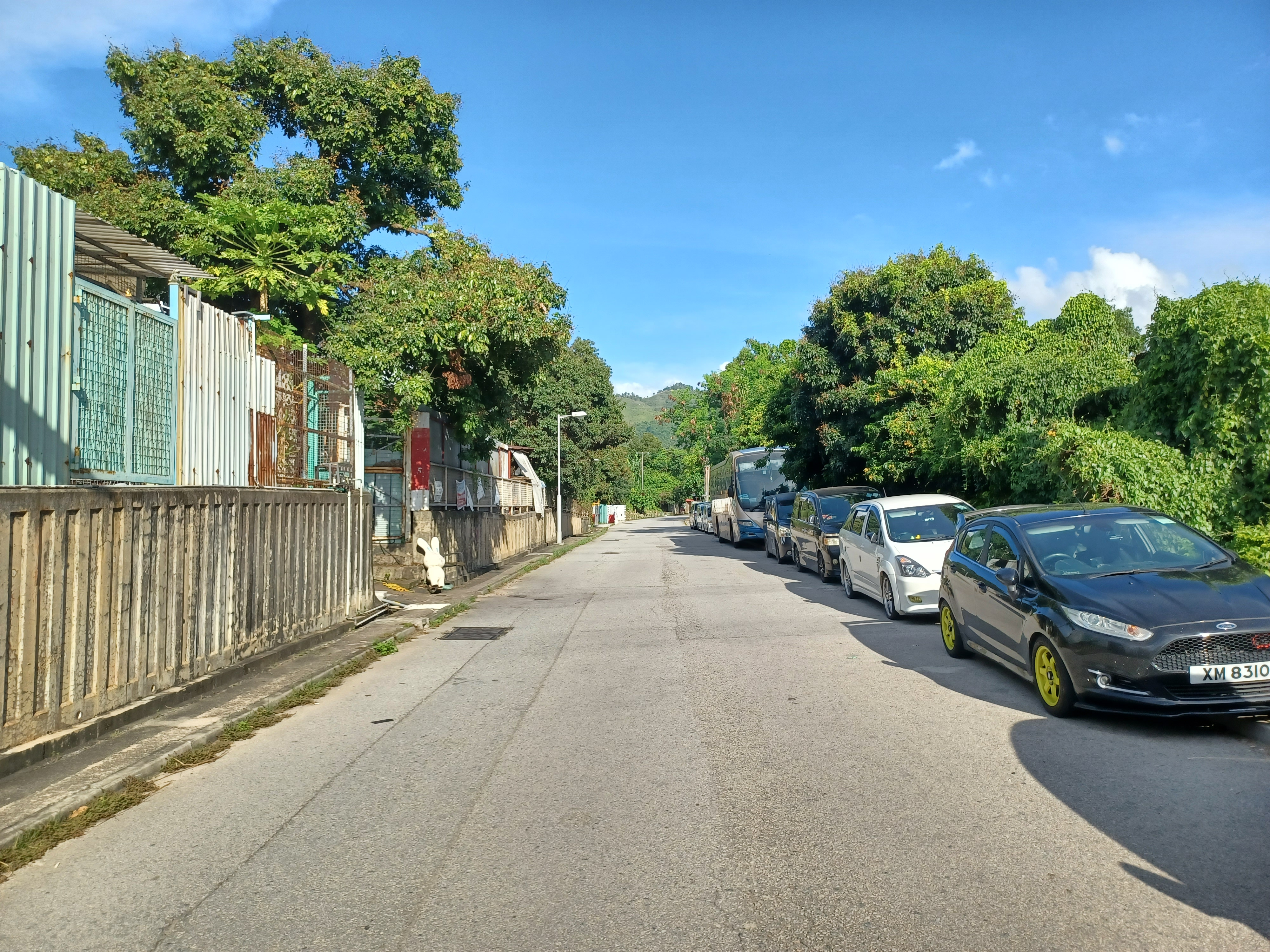
大樹下東路近崇山新村

## 鄰近

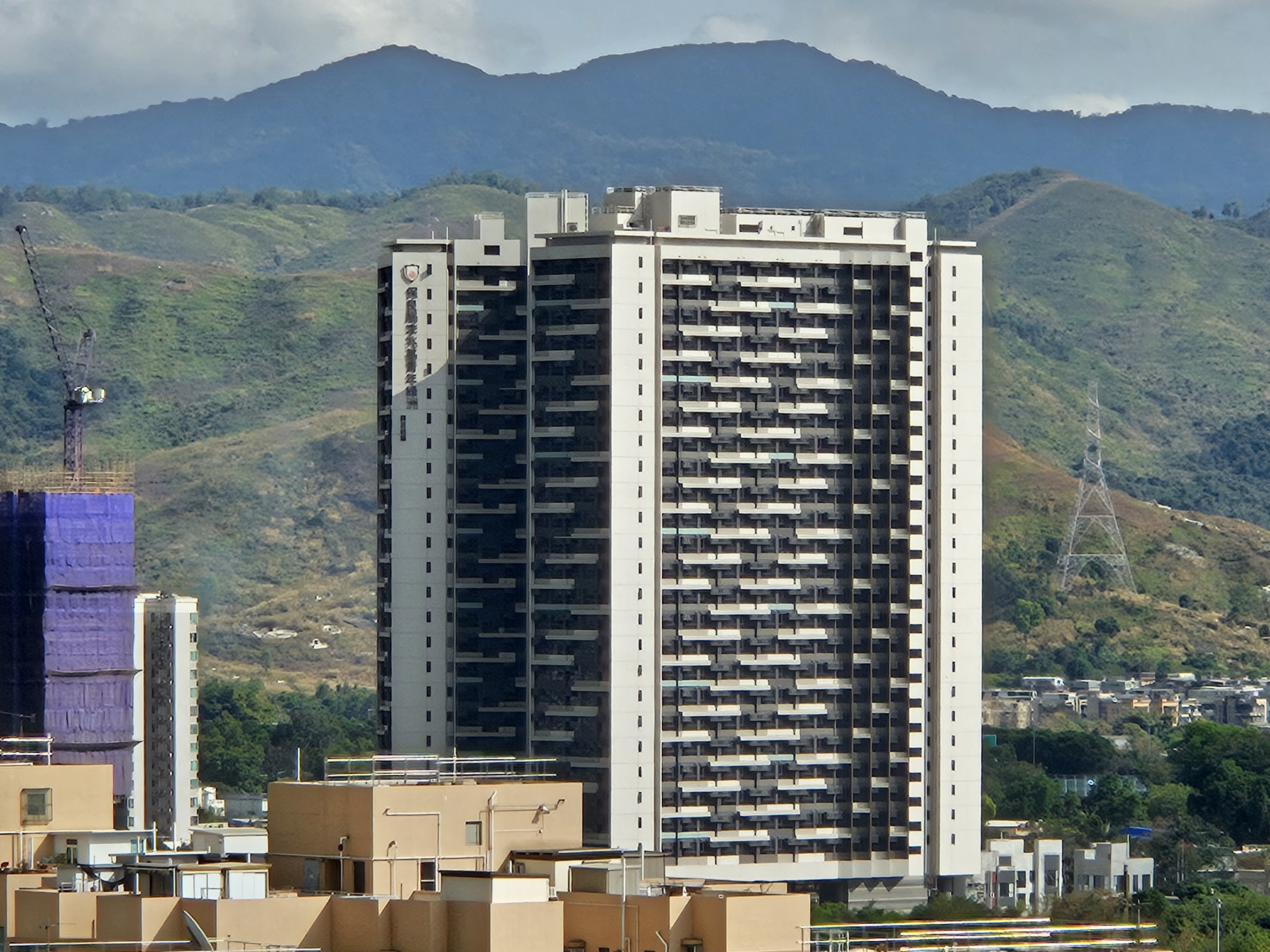
保良局李兆基青年綠洲

- 元朗渠
- 大棠路
- 大旗嶺路
- 元朗公路
- 油渣埔
- 大樹下天后廟
- 瓦窰頭
- 崇正新村
- 南坑村
- 水蕉老圍
- 禮修村
- 保良局李兆基青年綠洲
- 十八鄉路
- 大欖郊野公園

## 事件
2009年1月29日，發生致命交通意外，造成2死4傷，起因疑似為私家車超載、欠缺後座安全帶、新牌仔司機、嚴重超速、車輪爆胎、街燈不足等。